# Alba Solís
Alba Solís (Ángela Herminia Lamberti; * 18. Oktober 1927 in Buenos Aires; † 3. Februar 2016 ebenda) war eine argentinische Tangosängerin und Schauspielerin.

## Leben
Die Tochter italienischer Einwanderer hatte Gesangsunterricht bei der Opernsängerin María Naftri und debütierte 1945 bei Radio Mitre. Nach ihrer Teilnahme am Wettbewerb Buscando la Voz del Tango von Radio Mitre erhielt sie einen Vierjahresvertrag bei diesem Sender. Ihren ersten Auftritt in einer musikalischen Revue hatte sie am Teatro Comedia. Sie wurde als Sängerin und Schauspielerin ein Star dieses Genres und trat mit Tito Lusiardo auch als Tänzerin auf.
Zu ihren großen Erfolgen zählten Enrique Santos Discépolos Theaterhit Blum und das Musical Buenos Aires canta al mundo (mit Mariano Mores, Los Mac Ke Mac's, Ubaldo Martínez und den Tänzern Mayoral y Elsa María). 1973 tourte sie mit dem reorganisierten Orchester Francini-Pontier als Sängerin durch Japan. Mit der Show Tango Argentino, in der sie ihre Hits Uno und La última curda sang, tourte sie viele Jahre lang durch die Welt. In den 1950er und 1960er Jahren trat sie auch in mehreren Filmen auf.

## Filmografie
- 1951: Escándalo nocturno (Regie: Juan Carlos Thorry)
- 1951: De turno con la muerte (Regie: Julio Porter)
- 1954: Tres citas con el destino, Teil Buenos Aires (Regie: León Klimovsky)
- 1956: Estrellas de Buenos Aires (Regie: Kurt Land)
- 1960: Luna Park (Regie: Rubén W. Cavalloti)
- 1967: La Cigarra está que arde (Regie: Lucas Demare)
- 1968: Carne (Regie: Armando Bó)